# Кастеларе (Пиза)
Кастеларе је насеље у Италији у округу Пиза, региону Тоскана.
Према процени из 2011. у насељу је живело 68 становника. Насеље се налази на надморској висини од 15 м.